# Sommarvägsträsket
Sommarvägsträsket är en sjö i Kyrkslätts kommun i Finland.   Den ligger i landskapet Nyland, i den södra delen av landet, 29 km sydväst om huvudstaden Helsingfors. Sommarvägsträsket ligger 25 meter över havet.  Arean är 8,5 hektar och strandlinjen är 1,7 kilometer lång. Sjön  ingår i Finska vikens kustområde. 